# Phagocata nivea
Phagocata nivea är en plattmaskart som beskrevs av Kenk 1953. Phagocata nivea ingår i släktet Phagocata och familjen Planariidae. Inga underarter finns listade i Catalogue of Life.